# فان هنت
فـان هنت (بالإنجليزية: Van Hunt)‏ هو منتج أسطوانات وكاتب أغاني أمريكي، ولد في 8 مارس 1970 في دايتون في الولايات المتحدة.

## وصلات خارجية
- الموقع الرسمي
- فـان هنت على موقع ميوزك برينز (الإنجليزية)
- فـان هنت على موقع أول ميوزيك (الإنجليزية)
- فـان هنت على موقع ديسكوغز (الإنجليزية)